# Пам'ятник Міжіддорджійну Ханддоржу
Пам'ятник Міжіддорджійну Ханддоржу (монг. Ханддоржийн хөшөө) — пам'ятник монгольському політичному й дипломатичному діячу, князю Міжіддорджійну Ханддоржу, розташований у столиці Монголії, Улан-Баторі.

## Історія та опис
Ініціатива створення пам'ятника князю Ханддоржу, засновнику монгольської дипломатичної служби, належала спілці «Чінван Ханддорж», яка частково надала кошти на його будівництво; іншу частину коштів надав уряд Улан-Батора. Скульптуру за ескізом скульптора Г. Енхтура, виготовила компанія «Монгольське художнє лиття», а її відкриття приурочили до сторічного ювілею монгольської незалежності. На церемонії відкриття були присутні міністр закордонних справ Гомбожавин Занданшатар, міністр культури Йондонгійн Отгонбаяр, а також інші громадські й політичні діячі.
Висота статуї — 2,5 м; з постаментом — майже 5 м. Пам'ятник розташований у столичному районі Сухе-Батор, поруч з будинком Ханддоржа, в якому організований Музей історії дипломатичної служби.